# Lepthyphantes incertissimus
Lepthyphantes incertissimus är en spindelart som beskrevs av Lodovico di Caporiacco 1935. Lepthyphantes incertissimus ingår i släktet Lepthyphantes och familjen täckvävarspindlar. Inga underarter finns listade i Catalogue of Life.